# Gmina Parysów
Die Gmina Parysów ist eine Landgemeinde im Powiat Garwoliński der Woiwodschaft Masowien in Polen. Sie hat etwa 4150 Einwohner. Ihr Sitz ist das gleichnamige Dorf mit etwa 1080 Einwohnern. 

## Geographie

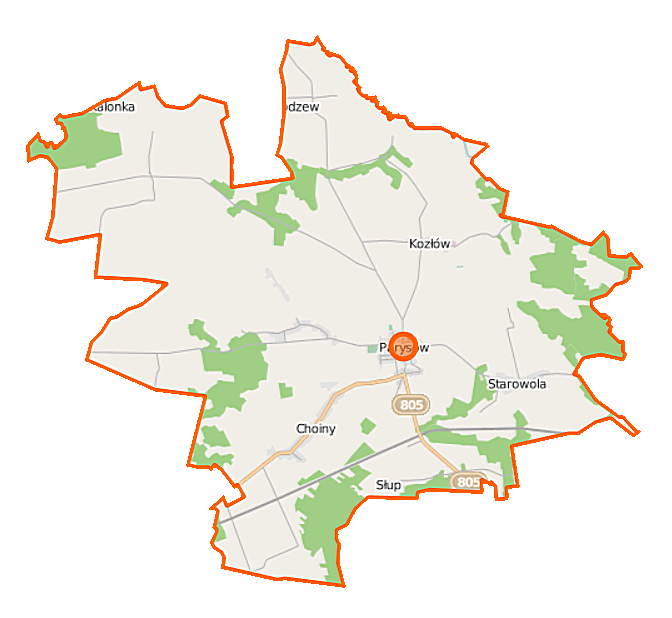
Karte der Gemeinde

Die Gemeinde liegt im Osten der Woiwodschaft. Der Powiat grenzt im Südosten an die Woiwodschaft Lublin. Die Kreisstadt Garwolin liegt etwa acht Kilometer südwestlich, Siedlce 45 Kilometer nordöstlich und Warschau 50 Kilometer nordwestlich. Die Gemeinde hat eine Fläche von 64,3 km², von der 84 Prozent land- und sieben Prozent forstwirtschaftlich genutzt werden. Ihr Gebiet ist mit etwa 64 Einwohnern/km² dünn besiedelt. Zu den Gewässern gehören kleinere Bäche, die zum Świder entwässern.

## Geschichte

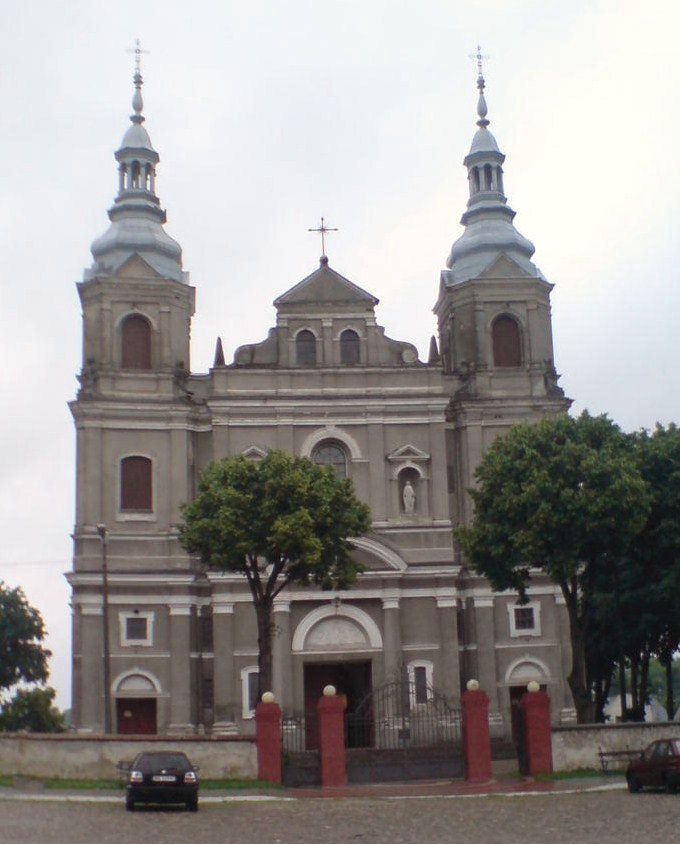
Pfarrkirche in Parysów

In russischer Zeit wurden Parysów 1870 nach dem Januaraufstand die Stadtrechte aberkannt. Parysów kam zur Landgemeinde Psonka, aus der im Ersten Weltkrieg die Landgemeinde Parysów entstand. Diese wurde 1954 in Gromadas aufgelöst und zum 1. Januar 1973 aus Gromadas wiedererrichtet. Von 1975 bis 1998 gehörte die Gemeinde zur Woiwodschaft Siedlce. Der Powiat war in dieser Zeit aufgelöst. Die Landgemeinde kam 1999 an den Powiat Garwoliński der Woiwodschaft Masowien. Wójt ist Bożena Kwiatkowska.

## Gliederung
Zur Landgemeinde (gmina wiejska) Parysów gehören zehn größere Dörfer mit jeweils einem Schulzenamt (sołectwo):
Parysów
Choiny
Kozłów
Łukówiec
Poschła
Słup
Starowola
Stodzew
Wola Starogrodzka
Żabieniec
Ein Wohnplatz der Gemeinde ist Józinek. Der ehemalige Gemeindesitz Pszonka ist ein Ortsteil von Łukówiec.

## Verkehr
Die Woiwodschaftsstraße DW805 führt von Wilchta an der Landesstraße DK76 über Parysów nach Lipówki an der Schnellstraße S17.
Der Bahnhof Parysów an der Bahnstrecke Skierniewice–Łuków ist nicht mehr in Betrieb.
Die nächsten internationalen Flughäfen sind Warschau und Łódź.